# Lycaena fulvus
Lycaena fulvus är en fjärilsart som beskrevs av Rummel 1928. Lycaena fulvus ingår i släktet Lycaena och familjen juvelvingar. Inga underarter finns listade i Catalogue of Life.